# Neuwiller-lès-Saverne
Neuwiller-lès-Saverne là một xã trong tỉnh Bas-Rhin, thuộc vùng Grand Est của nước Pháp, có dân số là 612 người (thời điểm 1999).

## Thông tin nhân khẩu
| 1962  | 1968  | 1975  | 1982  | 1990  | 1999  |
| ----- | ----- | ----- | ----- | ----- | ----- |
| 1.201 | 1.206 | 1.115 | 1.059 | 1.166 | 1.146 |

## Điểm tham quan
- Di tích lâu đài Herrenstein (cuối thế kỉ 11).
- Tu viện St. Peter và Paul thành lập năm 720.